# ČSD-Baureihe 498.1
Die ČSD-Baureihe 498.1 war eine für den schweren Schnellzugdienst konzipierte Schlepptenderlokomotive der einstigen Tschechoslowakischen Staatsbahnen (ČSD). Die aus der bewährten ČSD-Baureihe 498.0 weiterentwickelten Lokomotiven stellen den Höhepunkt des Dampflokomotivbaues in der Tschechoslowakei und auch europaweit dar. Wegen ihres eleganten Äußeren erhielten sie vom Betriebsdienst den Spitznamen Albatros jednička.

## Geschichte

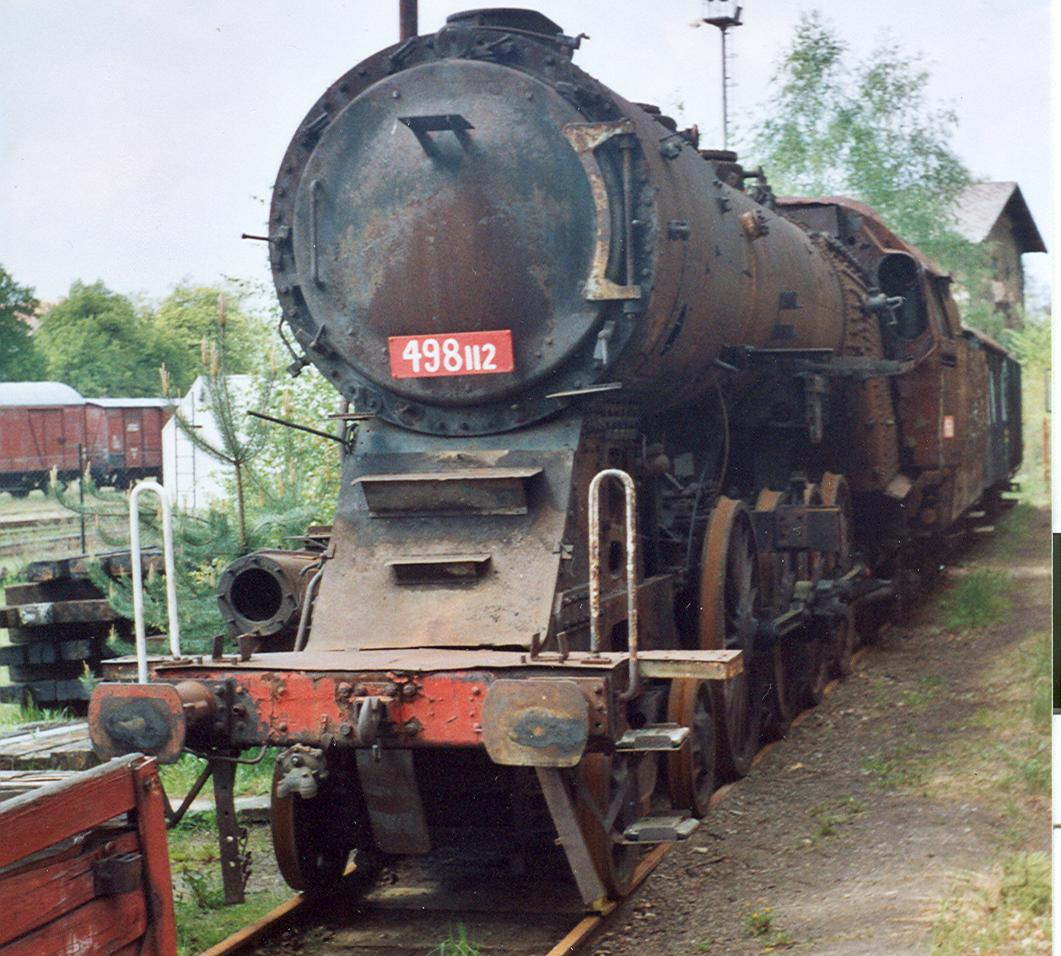
Torso der 498.112 in Louny (2006)

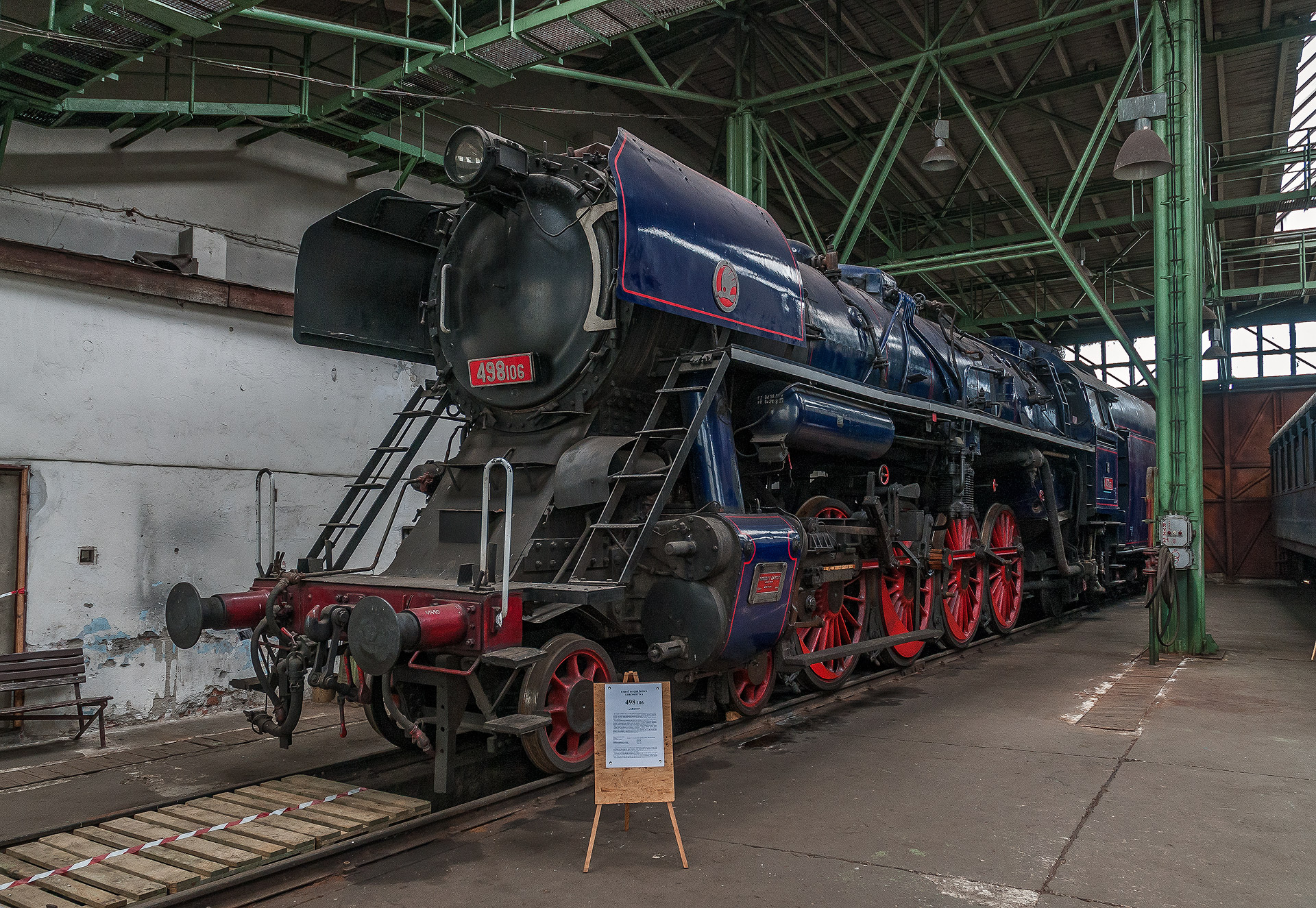
498.106 im Depot Chomutov des Technischen Nationalmuseums Prag (2016)

Als Weiterentwicklung der Baureihe 498.0 wurden beim Bau der Baureihe 498.1 die modernsten Konstruktionselemente angewandt, die weltweit in der Konstruktion von Dampflokomotiven gesammelt wurden. Die Baureihe 498.1 stellt zusammen mit den französischen 242 A1 und 241 P von André Chapelon den absoluten Höhepunkt in der Entwicklung von Dampflokomotiven in Europa dar.
Škoda in Plzeň lieferte in den Jahren 1952 bis 1954 insgesamt 15 Lokomotiven an die ČSD aus. Anfangs waren die Lokomotiven in Žilina, Praha und Přerov beheimatet, später wurden alle 15 Maschinen im Depot Bratislava zusammengefasst. Eingesetzt wurden die Lokomotiven vor allem vor den bis 1.000 t schweren internationalen Expresszügen.
Das Leistungsprogramm sah vor, Züge mit 600 t in der Ebene mit 116 km/h und auf einer Steigung von 14 ‰ mit 30 km/h zu befördern. Vergleichsweise niedrig war die zulässige Höchstgeschwindigkeit von 120 km/h, was jedoch für die Betriebsverhältnisse auf den hügeligen Trassen der ČSD vollkommen ausreichend war. Ausgelegt waren die Lokomotiven durchaus auch für höhere Geschwindigkeiten; so erreichte die 498.106 am 27. August 1964 bei Versuchsfahrten auf dem Versuchsring Velim eine Geschwindigkeit von 162 km/h.
Mit der Elektrifizierung der wichtigsten tschechoslowakischen Hauptbahnen verloren die Lokomotiven ihr Einsatzgebiet, und sie wurden bis Sommer 1973 ausgemustert. Erhalten blieben die 498.104 als betriebsfähige Museumslokomotive in Bratislava Východ, die 498.106 als Exponat des Technischen Nationalmuseums Prag und der Torso der 498.112 in Louny.

## Technische Merkmale
Die Lokomotiven erhielten geschweißte Kessel mit Verbrennungskammer und Stahlfeuerbüchse, Wälzlagern an allen Achs- und Stangenlagern, mechanische Rostbeschickung, Kylchap-Doppelblasrohr und Schüttelrost.

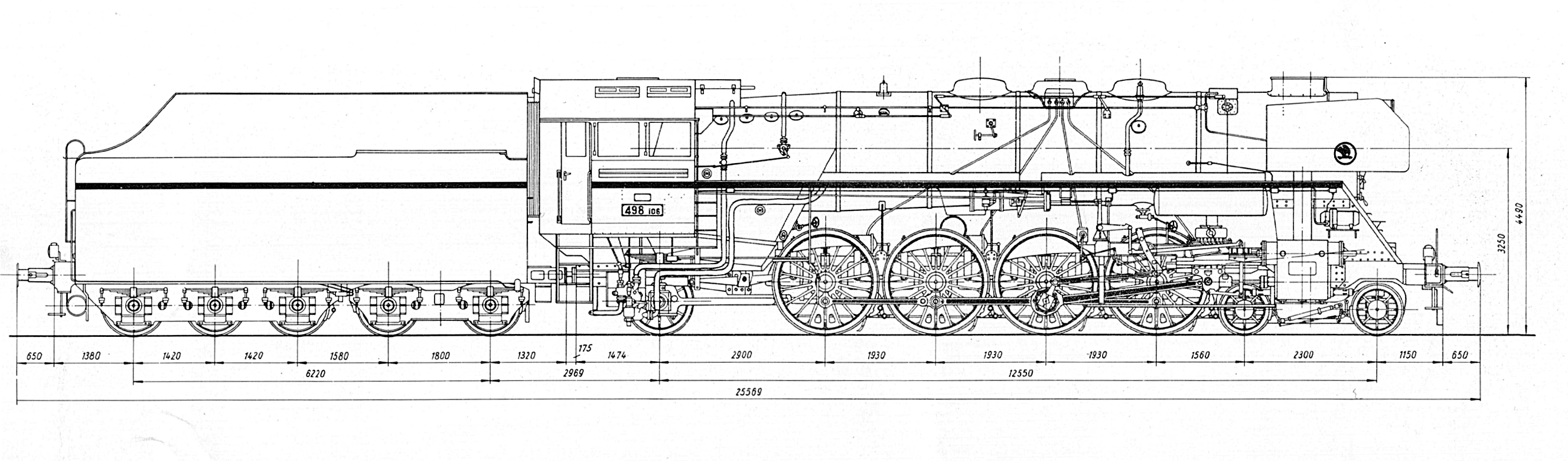
Ausschnitt einer technischen Zeichnung der Dampflokomotive Nummer 498 106 der ČSD